# Belga griffon
A belga griffon belga terrierfajta. Közvetlen rokona a brüsszeli griffonnak, sima szőrű változata a brabançon. Átlagéletkora 12-15 év.

## Jellemzői
Két színben ismert: fekete-cser és fekete. 18-20 cm magas. Súlya 3-6 kg körül mozog. Durva fedő- és aljszőr. Jellegzetes bajusz és szakáll. Lehet drótszőrű és sima szőrű is, de szőre mindig rövid. Hajlamos lehet az elhízásra.
Jellegzetes betegségei a szemproblémák, csípőízületi diszplázia, patella, szaporodási problémák, légzési problémák (nyomott orra miatt).

## Forrás
- https://www.pet4you.hu/kutya/fajta/Belga_griffon-634